# وانغ جونغ
وانغ جونغ (بالصينية: 王勇) هو سياسي صيني، ولد في 1 ديسمبر 1955 في غايجو في الصين. حزبياً، نشط في الحزب الشيوعي الصيني. وقد انتخب عضو مجلس الدولة لجمهورية الصين الشعبية (مارس 2013 – ).